# NGC 479
NGC 479 je galaksija u zviježđu Ribe.

## Vanjske poveznice
- SEDS: NGC 479